# Passiflora mollissima
Passiflora mollissima là một loài thực vật có hoa trong họ Lạc tiên. Loài này được (Kunth) L.H.Bailey mô tả khoa học đầu tiên năm 1916.